# Salzamt Guben
Das Salzamt Guben, auch nur Amt Guben, war ein kurfürstlich-sächsisches, später königlich-preußisches Domänenamt, das 1568 aus den Besitzungen des ehemaligen Benediktinerinnenklosters Guben gebildet worden war. Die 1580 in den Klostergebäuden im heutigen Guben (Landkreis Spree-Neiße, Brandenburg) eingerichtete Salzsiederei unterstand zunächst dem Obersalzamt Neusalz (Nowa Sól, Woiwodschaft Lebus, Polen) und damit der kaiserlich-schlesischen Kammer. 1820/22 wurde das Amt Guben mit dem (ehemaligen) Johanniter-Ordensamt Schenkendorf zum Rentamt Guben-Schenkendorf vereinigt. 1872/74 wurde dieses Amt aufgelöst.

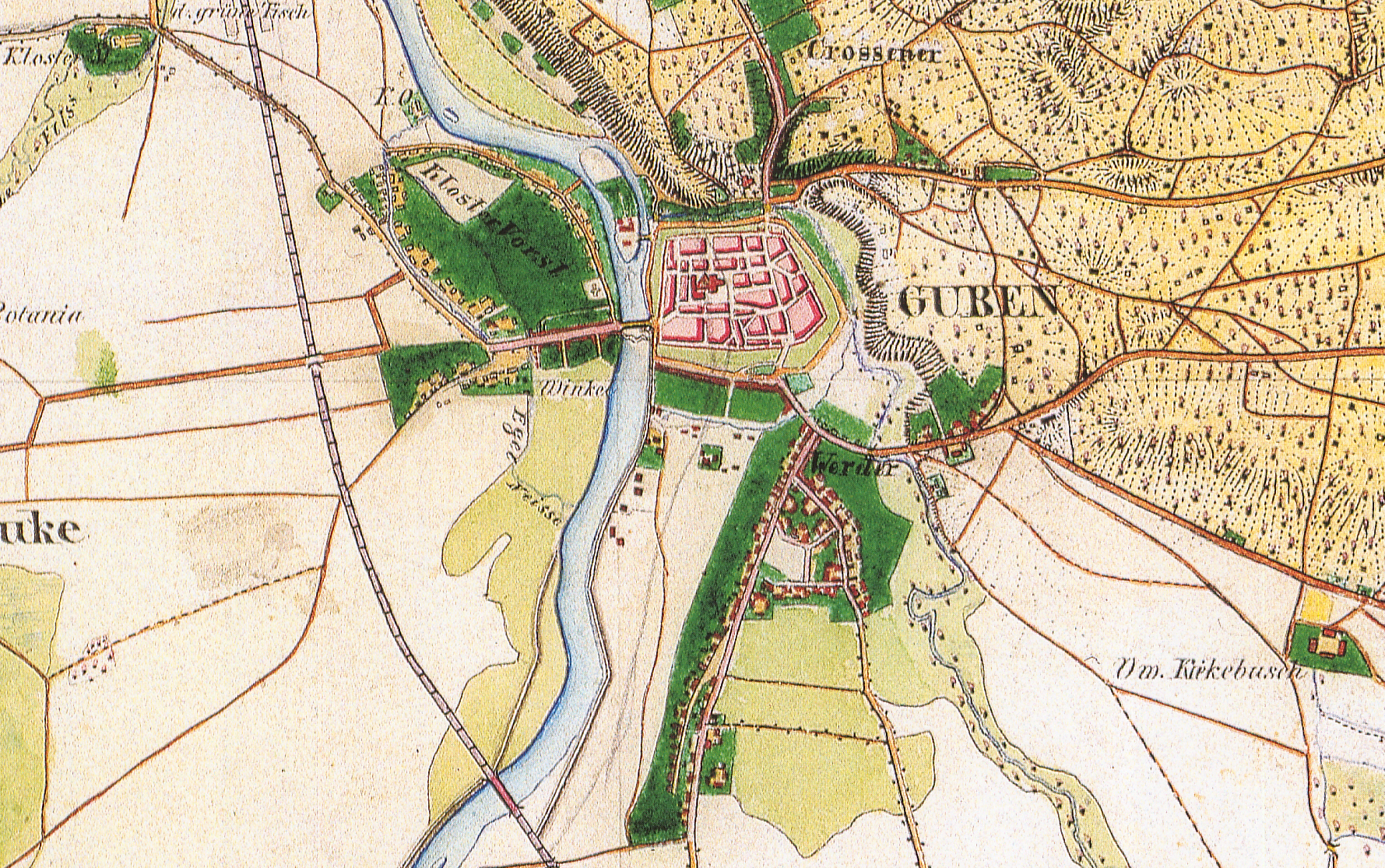
Guben auf dem Urmesstischblatt 4054 Guben von 1845

## Lage
Das (Salz-)Amt Guben war ein nicht zusammenhängendes kleines Territorium, das heute zum größten Teil zu Polen gehört. Lediglich das Amtsgebäude mit der Amtsfreiheit und dem Klosterbusch lagen im heutigen Landkreis Spree-Neiße, Brandenburg. Während die drei Dörfer Haaso, Küppers und Niemitzsch immerhin ein zusammenhängendes Gebiet bildeten, lag der vierte Ort Pohlo rund neun Kilometer ostsüdöstlich von Guben bzw. knapp zehn Kilometer nordöstlich von Küppern. Die Amtsgebäude befanden sich in der Klostervorstadt etwa an der Stelle Kirchstraße 1 im heutigen Guben.

## Geschichte
Vermutlich bereits in der zweiten Hälfte des 12. Jahrhunderts wurde auf dem westlichen Ufer der Neiße vor der Stadt ein Benediktinerinnenkloster gegründet. Das Kloster erwarb in seiner langen Geschichte einen recht beachtlichen Besitz. Zu Beginn des 16. Jahrhunderts erreichte der Klosterbesitz einen Umfang von 25 Dörfern. Weiter besaß das Kloster Seen, Fischteiche, Wald, Weinberge, Mühlen sowie Zinseinnahmen aus dem Zoll und dem Salzhandel. Mit einer Zwangsanleihe Kaiser Ferdinands für die Türkenkriege im Jahre 1537 begann der Ausverkauf der Klostergüter. Für diese Anleihe mussten zwei Klosterdörfer verpfändet werden. Für die nächste Zwangsanleihe 1541 mussten dann sogar elf Dörfer verpfändet werden. Um den laufenden Betrieb aufrechtzuerhalten, mussten weitere Güter verpfändet werden. 1562 waren noch neun Dörfer im Besitz des Klosters. 1563 übernahmen kaiserliche Kommissare die Verwaltung des Klosters, 1564 starb die letzte Äbtissin. Das Kloster wurde zwar nie förmlich aufgehoben, de facto waren die Jahre 1563/64 das Ende des Klosters. Der Klosterbesitz wurde in ein landesherrliches Amt eingebracht. Bis 1602 waren von den neun Klosterdörfern weitere sieben verkauft worden.

### Salzsiederei und Salzamt
Im Jahre 1580 (auch wird schon 1573 angegeben) wurde in den Klostergebäuden eine Salzsiederei eingerichtet, in der spanisches Seeboysalz gesotten bzw. gereinigt wurde. Bald danach wurde dieses Amt als Salzamt bezeichnet. Die zwei letzten Klosterdörfer Haaso und Küppern wurden nun von diesem Amt verwaltet. 1718 wurde die Salzsiederei eingestellt, in den Klostergebäuden verblieb aber eine Salzniederlage. Der damalige Herzog Moritz Wilhelm von Sachsen-Merseburg (regierte von 1712 bis 1731) soll danach die beiden anderen Güter Pohlo und Niemitzsch angekauft haben. 1723 übertrug er das Amt einem Amtmann, der zudem die Salzniederlage verwaltete. Bis 1782 wurde Königl. Preuß. Hällisches Tonnensalz angekauft und bis zur weiteren Verteilung in Guben gelagert. Danach wurde inländisches Salz aus Dürrenberg bezogen. Um 1800 gehörten zum Amt Guben folgende Güter:
- Guben, Amtsbezirk im vormaligen Nonnenkloster, zwei Gärtchen im Amtsbezirk, zwei Gärtchen außerhalb, der Klosterbusch zwischen Grunewald und Reichenbach, Brennholz aus der Gubenschen Stadtheide
- Haaso (Jazów), Dorf. Hier hatte das Amt 12 Lehnhufen, die sich auf acht Lehnträger verteilten. Sie hatten im Veränderungsfall vier Reichstaler an das Amt zu entrichten. Dem Amt stand Zinsgetreide zu sowie Hand- und Spanndienste. Die Niederjagd stand dem Amt ebenfalls zu und wurde von diesem verpachtet. Die Bierverlagsgerechtigkeit stand der Stadt Guben zu. 1823 wurden 144 Scheffel Roggen und 122 Scheffel Hafer Zinsgetreide aus dem Amt verkauft.[3]
- Küppern (Koperno), Dorf mit Schankkrug (1864). Hier hatte das Amt die Ober- und Niedergerichtsbarkeit und das Patronatsrecht. In diesen Dorf hatte das Amt 5½ Lehnhufen, verteilt auf drei Besitzer, die im Veränderungsfall vier Reichstaler bezahlen mussten. Dem Amt standen gewisse Erbzinsen sowie Spann- und Handdienste zu. Die dem Amt zustehende Niederjagd wurde verpachtet. Die Bierverlagsgerechtigkeit stand der Stadt Guben zu.
- Niemitzsch (Polanowice), Dorf mit einer Windmühle. Das Kammergut mit Einschluss der Niederjagd wurde 1776 an die dortigen Untertanen vererbpachtet. Die Windmühle wurde 1777 an den Müller Martin Lehmann in Erbpacht gegeben. Die Bierverlagsgerechtigkeit stand der Stadt Guben zu. Der Schankkrug durfte jedoch Branntwein brennen. Gegen eine Abgabe von einem Reichstaler und acht Groschen an das Fleischergewerk in Guben durften die dortigen Untertanen Vieh schlachten und mit dem Fleisch Handel treiben. Die Nutzung der Waldungen war nicht in die Erbpacht eingeschlossen, jedoch durften Schweine zur Mästung in den Eichelbusch getrieben werden. Nach dem Übergang an Preußen wurde das Vorwerk an die dortigen Bauern verkauft.
- Pohlo (Pole), Dorf mit Vorwerk, Wassermühle und Schäferei. 1775 wurde der mit der Hohen, Mittel- und Niederjagd, jedoch mit Ausschluss der Gerichtsbarkeit an Georg Wilhelm Seidel vererbpachtet. Die Mühle erhielt im selben Jahr Johann Gottlieb Kruschwitz ebenfalls in Erbpacht. Die Bierverlagsgerechtigkeit stand der Stadt Guben zu. Nach dem Übergang an Preußen wurde das Vorwerk an die dortigen Bauern verkauft.

Das Rentamt Guben wurde 1821 mit dem Johanniter-Ordensamt Schenkendorf zum Rentamt Guben-Schenkendorf vereinigt. 1868 wurde der Amtsbezirk bzw. die Amtsfreiheit nach Guben eingemeindet. 1872/74 wurde das Rentamt Guben-Schenkendorf aufgelöst. 1874 wurden die Klostergebäude abgebrochen. Damit waren auch die letzten Reste des Benediktinerinnenklosters Guben und des Salzamtes Guben verschwunden.

## Amtmänner
- vor 1791 Amtmann Keßel
- 1818 Amtsinspektor Mesenberger[4]
- 1821 Amtsinspektor Mesenberger[5]
- 1824 Jänichen, Rentbeamter und Amtsrat[6]
- 1832 Joh. Jenichen[7]
- 1836 Joh. Jenichen[8]
- 1839 Kassner (ad int.)[9]
- 1841 Kassner (ad int.)[10]
- 1843 Reinitz (ad int.)[11]
- 1845 Reinitz[12]
- 1848 Reinitz[13]
- 1861 Reinitz[14]
- 1868 Reinitz[15]

## Belege